# Amandine Leynaud
Amandine Suzanne Monique Leynaud (Aubenas, 2 mei 1986) is een voormalige Franse handbalspeler die jarenlang actief was in het Franse nationale team.

## Carrière

### Club
Leynaud begon met handballen op 13-jarige leeftijd in haar geboorteplaats Aubenas en speelde daarna in Bourg-de-Péage. Vanaf 2004 verdedigde ze het doel van de Franse eersteklasser Metz Handball. Met Metz won ze zes keer de competitie, zeven keer de League Cup en één keer de Franse beker. Vanaf de zomer van 2012 speelde ze voor de Roemeense club CS Oltchim Râmnicu Vâlcea. Nadat Râmnicu Vâlcea in financiële moeilijkheden kwam en er maandenlang geen salaris werduitbetaald, gebruikte ze in februari 2013 een vrijgaveclausule van haar contract en sloot ze zich aan bij de Macedonische club ŽRK Vardar SCBT. Vanwege een gescheurde kruisband speelde ze gen enkele officiële wedstrijd voor Oltchim. In de zomer van 2018 maakte ze de overstap naar de Hongaarse topclub Győri ETO KC. Vanaf het seizoen 2020/21 werkte Leynaud ook bij het eerste elftal van Győri ETO KC als keeperstrainer. In de zomer van 2022 beëindigde ze haar carrière.

### Nationaal team
Leynaud debuteerde op 14 november 2005 voor het Franse team in een wedstrijd tegen Duitsland en speelde 254 wedstrijden voor de Franse selectie, waarin ze drie keer scoorde. Ze won de bronzen medaille op de Europese kampioenschappen van 2016. Twee jaar later, bij de EK van 2018 won ze goud en werd ze geselecteerd voor het all-star-team. Vervolgens won ze bij de Europese kampioenschappen van 2020 de zilveren medaille. Ze vertegenwoordigde Frankrijk op de WK's van 2007, 2009, 2011, 2013, 2015 en 2017. Zowel in 2013 als in 2017 werd het WK door Frankrijk gewonnen. Vier keer nam met het Franse team deel aan de Olympische Spelen, die van 2008, 2012, 2016 en 2020. Bij de spelen van 2016 in Rio de Janeiro werd er zilver gewonnen. Bij de olympsiche spelen van Tokio werd goud veroverd. Bij haar laatste olympische toernooi had ze een reddingspercentage van 30%. Na Tokio beëindigde ze haar internationale carrière.

### Trainer
Nadat ze bij Győri ETO KC al de eerste stappen in haar trainerscarrière had gezet, heeft Leynaud sinds de zomer van 2022 de leiding over de keeperstraining bij de Franse club Bourg-de-Péage Drôme Handball. In september 2022 werd ze ook als keeperstrainer toegevoegd aan de staf van het Franse nationale team.